# Aluterus schoepfii
Aluterus schoepfii es una especie de peces de la familia Monacanthidae en el orden de los Tetraodontiformes.

## Morfología
Los machos pueden llegar alcanzar los 61 cm de longitud total.

## Alimentación
Come plantas, incluyendo algas.

## Depredadores
En los Estados Unidos es depredado por Synodus foetens  ,  Anous stolidus y Sterna fuscata .

## Hábitat
Es un pez de mar de clima subtropical y asociado a los  arrecifes de coral que vive entre 3-900 m de profundidad.

## Distribución geográfica
Se encuentra en el Atlántico occidental (desde Nueva Escocia - Canadá -, Bermuda y el norte del Golfo de México hasta el Brasil) y el Atlántico oriental (desde el  Cabo Blanco-Mauritania- hasta Angola ).